# TV Jahn Schneverdingen
Der TV Jahn Schneverdingen ist ein Sportverein aus Schneverdingen in Niedersachsen mit 20 Abteilungen.
Besondere Erfolge hat der Verein im Mädchen- und Damen-Faustball zu verzeichnen. So spielt das Damen-Team seit über 30 Jahren in der Faustball-Bundesliga und ist mit zahlreichen Deutschen Meistertiteln und Europapokalsiegen eines der erfolgreichsten im Damen-Faustball. Mit zwei Siegen im Weltpokal ist der TV Jahn zudem Rekordsieger in diesem Wettbewerb.

## Geschichte
Der Verein wurde 1902 gegründet und ist ein Verein des Landkreises Heidekreis. Von 1970 bis 1990 war Werner Reese Vereinsvorsitzender, der dann von Hans Jürgen Thömen abgelöst wurde.
1992 wurde eine Geschäftsstelle eröffnet, 1994 wurde die erste hauptamtliche Sportlehrerin eingestellt.

## Sportstätten
Es stehen zwei Großsporthallen, drei Sporthallen, eine Gymnastikhalle sowie vier Rasensportplätze, fünf Faustballplätze, eine Leichtathletikanlage und ein Fitness-Studio zur Verfügung.

## Abteilungen
In Schneverdingen kann in folgenden Abteilungen Sport betrieben werden: Badminton, Basketball, Bogenschießen, Cheerleading, Faustball, Fußball, Gesundheitssport, Handball, Hockey, Judo, Karate, Kickboxen, Lauftreff, Leichtathletik, Prellball, Schwimmen, Selbstverteidigung, Tanzen, Tischtennis, Turnen und Volleyball.

### Faustball
Das Damenteam ist seit 1980 auf dem Feld und seit 1987 in der Halle ohne Unterbrechung in der Faustball-Bundesliga vertreten. Insgesamt 20 deutsche Meisterschaften konnten bislang erreicht werden. Dazu kommen 16 Vizemeisterschaften und acht 3. Plätze. Im Europapokal waren die Schneverdingerinnen vier Mal im Finale erfolgreich. Sieben weitere Male mussten sie sich mit dem Vizetitel zufriedengeben. Höhepunkte waren die beiden Weltpokalsiege in Hannover und Windhoek und der zweite Platz in Curitiba. Mit zwei Siegen ist der TV Jahn gemeinsam mit Telekom-Post SG Köln und dem Ahlhorner SV Rekordsieger in diesem seit 1997 stattfindenden Wettbewerb.
Die Mädchenteams konnten bisher 39 Meistertitel erlangen. Dazu kommen 16 Silber- und 24 Bronzemedaillen. Auch auf Landes- und Bezirksebenen waren die Jugendmannschaften oft erfolgreich.

### Fußball
2009 gelang der Fußballmannschaft des TV Jahn Schneverdingen der Aufstieg in die sechstklassige Bezirksoberliga Lüneburg, die 2010 in Landesliga Lüneburg umbenannt wurde. Nach dem Abstieg in die siebtklassige Bezirksliga im Jahr 2011 gelang der sofortige Wiederaufstieg, dem 2013 der Abstieg aus der Landesliga Lüneburg folgte. Nach dem erneuten Aufstieg im Jahre 2015 folgte nach nur einer Saison der direkte Wiederabstieg in die Bezirksliga. 2018 gewann der TV Jahn den Bezirkspokal und qualifizierte sich somit zur Teilnahme am Niedersachsenpokal 2018/19.

### Handball
Insgesamt gibt es zwei Herren- und eine Damenmannschaft (eine weitere Damenmannschaft für ältere Damen ist geplant), sowie vier Jungen- und drei Mädchenmannschaften und zwei gemischte Teams für Minis und Superminis.
Seit 2007 findet in Schneverdingen der Internationale Heide-Cup, ein mit deutschen und internationalen Topklubs besetztes Handballturnier, statt. Der Gewinn geht vollständig an die Jugendsparte der Handballabteilung des TV Jahn.

### Hockey
Die 1. Herren spielen in der Hallensaison 2015/2016 in der 2. Verbandsliga und werden in der Hallensaison 2016/2017 wieder in der 1. Verbandsliga spielen. Die 2. Herren spielen währenddessen in der 4. Verbandsliga.
Die männliche Jugend B des TV Jahns spielen beim Jugend Pokal. In der Vorrunde belegten sie den 1. Platz und spielen im Moment in der Endrunde.

### Volleyball
Die Volleyballabteilung existiert seit 1972. Das Herrenteam spielt in der Verbandsliga, die Damen auf Bezirksebene.

### Gesundheitssport
In der Abteilung Gesundheitssport werden Kurse in den Bereichen
Aquafitness, Energy Fitness, Rückenschule, Funktionelle Gymnastik, Koronarsport, Power-Fitness, Rehabilitationssport für Kinder, Wassergymnastik, Ski- und Seniorengymnastik angeboten. Aber auch Krebsnachsorge, Yoga, progressive Muskelentspannung, Pilates und Beckenbodengymnastik stehen auf dem Programm.

### Tanzen
Die Mitglieder des Tanzsportclubs Schneverdingen sind zum 31. Dezember 2022 in die Tanzsportsparte des TV Jahn übergegangen.